# おおふなトン
おおふなトンは、岩手県大船渡市の公式マスコットキャラクター（ゆるキャラ）。
2013年（平成25年）2月に、銀河連邦サンリクオオフナト共和国PRキャラクター「おおふなトン」が作成された。
東日本大震災を契機に北限の椿の地として知られる大船渡市の、椿から生まれたという設定。
七転び八起きで知られる「だるま」がモチーフの全体像。頭には椿。腹部には金色のサンマがデザインされ、しっぽはO（アルファベットのオー）。